# Douglas Pearce
Pour les articles homonymes, voir Pearce.
Douglas Pearce [ˈdʌɡləs pɪəs], né le 27 avril 1956 dans le quartier de Sheerwater à Woking, comté de Surrey, est un auteur compositeur anglais qui œuvre sous le nom de Death in June.
Il réside aujourd'hui en Australie.

## Biographie

### Crisis
Pour plus d'informations sur Crisis, consultez la page du groupe.
De 1977 à 1980, Douglas Pearce a été guitariste du groupe punk anglais très politisé Crisis. Crisis (La crise) a joué de nombreux concerts pour Rock Against Racism (rock contre le racisme) et l'Anti-Nazi League (Ligue anti-nazi). Le Socialist Workers Party organisa la tournée de Crisis en Norvège, reflétant l'appartenance, à l'époque, de Tony Wakeford (bassiste du groupe) à ce parti.

### Death in June
Pour plus d'informations sur Death in June, consultez la page du groupe.
Après la dissolution de Crisis, Douglas Pearce forma le groupe Death in June en collaboration avec Tony Wakeford et Patrick Leagas en 1981.
En 1985, Douglas Pearce devint le seul membre constant de Death in June. Divers musiciens invités collaborèrent sur les albums et en concert. Pearce continue d'utiliser, aujourd'hui encore, le nom de Death in June.

### Néofolk et NER
L’influence de Douglas Pearce a été primordiale dans l’évolution du néofolk à travers l’Europe. Douglas Pearce joue régulièrement en concert avec des artistes qui sont considérés comme faisant partie de ce genre, et certains sont parfois invités sur les albums de Death in June.
En 1981, Pearce créa son propre label, New European Recordings afin de sortir les disques de Death in June ainsi que la musique d'autres artistes. Ces sorties étaient précédemment distribuées internationalement par la société World Serpent Distribution. La distribution de NER est maintenant divisée entre Tesco Organisation et Soleilmoon Recordings pour les États-Unis (avec la création de NERUS).

## Discographie
| Année | Artiste                                    | Titre                                       | Format, Notes                                                       |
| ----- | ------------------------------------------ | ------------------------------------------- | ------------------------------------------------------------------- |
| 1978  | Crisis                                     | No Town Hall                                | 7"                                                                  |
| 1979  | Crisis                                     | UK 79/White Youth                           | 7"                                                                  |
| 1980  | Crisis                                     | Hymns Of Faith                              | LP                                                                  |
| 1981  | Crisis                                     | Alienation                                  | 7"                                                                  |
| 1981  | Death in June                              | Heaven Street                               | 12"                                                                 |
| 1982  | Death In June                              | State Laughter/Holy Water                   | 7"                                                                  |
| 1983  | Death In June                              | The Guilty Have No Pride                    | LP                                                                  |
| 1984  | Death In June                              | Burial                                      | LP                                                                  |
| 1984  | Death In June                              | She Said Destroy                            | 12"/7"                                                              |
| 1985  | Death In June                              | Nada!                                       | LP                                                                  |
| 1985  | Death In June                              | Born Again                                  | 12"                                                                 |
| 1985  | Death In June                              | Come Before Christ And Murder Love          | 12"/7"                                                              |
| 1986  | Death In June                              | The World That Summer                       | 2xLP                                                                |
| 1986  | Death In June                              | Lesson 1: Misanthropy                       | LP                                                                  |
| 1987  | Death In June                              | To Drown A Rose                             | 10"                                                                 |
| 1987  | Death In June                              | Brown Book                                  | LP                                                                  |
| 1987  | Death In June                              | Oh How We Laughed                           | Live LP/CD, semi-officiel.                                          |
| 1987  | Current 93                                 | Happy Birthday                              | 12"                                                                 |
| 1987  | Current 93                                 | Dawn                                        | LP                                                                  |
| 1988  | Current 93                                 | The Red Face of God                         | 12"                                                                 |
| 1988  | Current 93                                 | Christ and the Pale Queens Mighty in Sorrow | LP                                                                  |
| 1988  | Current 93                                 | Earth Covers Earth                          | LP                                                                  |
| 1988  | Current 93                                 | Swastikas For Noddy                         | LP                                                                  |
| 1989  | Death In June                              | 93 Dead Sunwheels                           | EP/CD                                                               |
| 1989  | Death In June                              | The Corn Years                              | CD                                                                  |
| 1989  | Current 93                                 | She Is Dead and All Fall Down               | 7"                                                                  |
| 1989  | Current 93                                 | Swastikas For Noddy                         | LP                                                                  |
| 1989  | Current 93                                 | Crooked Crosses for the Nodding God         | LP                                                                  |
| 1989  | Boyd Rice and Friends                      | Music, Martinis, & Misanthropy              | LP                                                                  |
| 1990  | Death In June                              | The Wall Of Sacrifice                       | LP/CD                                                               |
| 1990  | Death In June                              | 1888                                        | EP                                                                  |
| 1990  | Current 93                                 | Looney Runes                                | LP                                                                  |
| 1991  | Death In June                              | The Cathedral Of Tears                      | CD                                                                  |
| 1992  | Death In June & Les Joyaux de la princesse | Ostenbraun                                  | 2x cassette/CD                                                      |
| 1992  | Death In June                              | But, What Ends When The Symbols Shatter?    | LP/CD                                                               |
| 1992  | Death In June                              | Paradise Rising                             | 12"/CDS                                                             |
| 1992  | NON                                        | In the Shadow of the Sword (live)           | LP                                                                  |
| 1992  | Death In June                              | Death In June/Current 93/Sol Invictus       | CD, bootleg dans un premier temps puis disque officiel.             |
| 1992  | Fire + Ice                                 | Gilded By The Sun                           | CD                                                                  |
| 1992  | Somewhere In Europe                        | Gestures                                    | CD                                                                  |
| 1992  | Current 93                                 | Thunder Perfect Mind                        | CD/LP                                                               |
| 1993  | Death In June                              | Cathedral Of Tears                          | 12"/CDS                                                             |
| 1993  | Death In June                              | Something Is Coming                         | 2xLP/2xCD                                                           |
| 1993  | Current 93                                 | Hitler as Kalki (live)                      | LP                                                                  |
| 1994  | Death In June                              | Sun Dogs                                    | 7"/CDS                                                              |
| 1994  | Nature & Organisation                      | Beauty Reaps The Blood Of Solitude          | CD                                                                  |
| 1994  | Strength Through Joy                       | Dark Rose                                   | 7"                                                                  |
| 1995  | Death In June                              | Rose Clouds Of Holocaust                    | LP/CD                                                               |
| 1995  | Death In June                              | Black Whole Of Love                         | CDS 7", 10", 12" box set                                            |
| 1995  | Occidental Martyr                          | Death In June Presents: Occidental Martyr   | CD/10"                                                              |
| 1995  | Strength Through Joy                       | The Force Of Truth And Lies                 | CD                                                                  |
| 1996  | KAPO                                       | Death In June Presents: KAPO!               | LP/CD                                                               |
| 1996  | Scorpion Wind                              | Heaven Sent                                 | LP                                                                  |
| 1996  | Strength Through Joy                       | Salute To Light                             | 2CD                                                                 |
| 1997  | Death In June                              | Die Schuldigen und der Nebel                | 2xCD box set, bootleg dans un premier temps puis disque officiel.   |
| 1997  | Death In June                              | DISCriminate ('81-'97)                      | 2xCD, "a compilation of personal choice".                           |
| 1997  | NON                                        | God and Beast                               | LP                                                                  |
| 1997  | Splinter Test                              | Sulphur - Low Seed Replication              | CD                                                                  |
| 1997  | Tehom                                      | Despiritualisation of Nature                | CD                                                                  |
| 1998  | Death In June                              | Take Care & Control                         | LP/CD                                                               |
| 1998  | Death In June                              | Kameradschaft                               | CDS                                                                 |
| 1998  | Death In June                              | Passion! Power!! Purge!!!                   | CDS                                                                 |
| 1999  | Death In June                              | Der Tod Im Juni                             | CD                                                                  |
| 1999  | Death In June                              | Heilige!                                    | CD                                                                  |
| 2000  | Death In June                              | Operation Hummingbird                       | LP/CD                                                               |
| 2000  | Death In June & Fire + Ice                 | We Said Destroy                             | 7"                                                                  |
| 2000  | Fire + Ice                                 | Birdking                                    | CD                                                                  |
| 2000  | Boyd Rice                                  | The Way I Feel                              | CD                                                                  |
| 2000  | Tehom                                      | Theriomorphic Spirit                        | CD                                                                  |
| 2001  | Death In June                              | All Pigs Must Die                           | LP/CD                                                               |
| 2001  | Boyd Rice and Fiends (sic)                 | Wolf Pact                                   | LP                                                                  |
| 2003  | Forseti                                    | Windzeit                                    | CD                                                                  |
| 2004  | Death In June & Boyd Rice                  | Alarm Agents                                | LP/Vinyle coloré/CD                                                 |
| 2004  | NON                                        | Live In Osaka                               | CD                                                                  |
| 2004  | Luftwaffe                                  | Trephanus Uhr                               | CD                                                                  |
| 2004  | Projekt Thule                              | Blacksun Rising                             | CD                                                                  |
| 2005  | Death In June                              | Abandon Tracks                              | 2xLP/CD. Rare and previously unreleased material.                   |
| 2005  | Thomas Nola et son Orchestre               | The Doctor                                  | 2xLP/CD. Contient des textes dits par Pearce.                       |
| 2008  | Alkaline Trio                              | Agony & Irony                               | CD. Contient des textes dits par Pearce sur le morceau I Found Away |
| 2008  | Death in June                              | The Rule of Thirds                          | 2x10"/CD                                                            |